# Фістерія
Фісте́рія (Pfiesteria) — рід мікроорганізмів з гетеротрофних динофлагелят, які привернули увагу мікробіологів шкідливим цвітінням води і масовою загибеллю риби. Саме бурхливий розвиток фістерії був причиною масової загибелі риби, рачків і морських фільтраторів у 1980-х і 1990-х роках на узбережжі штату Північна Кароліна та в Чесапікській затоці. Детальні мікробіологічні дослідження планктону виявили, що фістерія поширена по всьому Світовому океані.

## Біблія
Багато дослідників Біблії вважають, що події, описані в книзі Вихід під назвою «кари єгипетські» («кривава» вода, мор риби і виразки у людей на шкірі) були наслідками активності фістерії[джерело?].